# 上野町 (横浜市)
上野町（うえのまち）は、神奈川県横浜市中区の町名。現行行政地名は上野町1丁目から上野町4丁目（字丁目）、住居表示未実施。

## 地理
中区の中部に位置し、北は山手町、東は千代崎町および本郷町、南は西之谷町、西は大和町・麦田町・妙香寺台に接する。1丁目から4丁目までの字丁目が設けられ、南西部が1丁目、南東部が2丁目、中部が3丁目、北部は4丁目となっている。1・2丁目を東西に本牧通り（市道関内本牧線）が走り、その両側は商店街となっている。横浜北方郵便局は、この通り沿いの2丁目にある。4丁目の北端は横浜市立元街小学校の敷地に掛かる。昭和40年代まで本牧通りに横浜市電が運行されていたが、廃止されて以降町内に鉄道路線はなく、本牧通りを走る路線バスが移動手段の主力となる。本牧通りに「上野町」のバス停があるほか、港の見える丘公園方面に通じるビアザケ通り上にある「妙香寺前」も町内に位置する。

### 地価
住宅地の地価は、2025年（令和7年）1月1日の公示地価によれば、上野町2丁目89番の地点で34万8000円/m²となっている。

## 歴史
かつての久良岐郡北方村の一部で、1873年（明治6年）に県による街並み整備により起立した。1889年（明治22年）に横浜市に編入。1927年に、区制施行により中区の町名となる。1928年に山手町と北方町の各一部を編入し、1～4丁目を置いた。1936年にはさらに山手町と北方町の各一部を編入した。上野の小名は『新編武蔵風土記稿』の北方村の項にも記されている。中島利一郎の『日本地名学研究』には、「東京、横浜のいずれにも上野、根岸があるのは面白いが、上野は断崖上の平原丘と解し、または熊、鹿等の猟の少ない平山つづきの地と解釈してもいいと思う」と記している。

## 世帯数と人口
2025年（令和7年）6月30日現在（横浜市発表）の世帯数と人口は以下の通りである。
| 丁目        | 世帯数    | 人口    |
| ----------- | --------- | ------- |
| 上野町1丁目 | 490世帯   | 770人   |
| 上野町2丁目 | 303世帯   | 491人   |
| 上野町3丁目 | 118世帯   | 202人   |
| 上野町4丁目 | 97世帯    | 160人   |
| 計          | 1,008世帯 | 1,623人 |

### 人口の変遷
国勢調査による人口の推移。
| 年                 | 人口  |
| ------------------ | ----- |
| 1995年（平成7年）  | 1,767 |
| 2000年（平成12年） | 1,685 |
| 2005年（平成17年） | 1,601 |
| 2010年（平成22年） | 1,515 |
| 2015年（平成27年） | 1,434 |
| 2020年（令和2年）  | 1,518 |

### 世帯数の変遷
国勢調査による世帯数の推移。
| 年                 | 世帯数 |
| ------------------ | ------ |
| 1995年（平成7年）  | 722    |
| 2000年（平成12年） | 725    |
| 2005年（平成17年） | 720    |
| 2010年（平成22年） | 747    |
| 2015年（平成27年） | 727    |
| 2020年（令和2年）  | 829    |

## 学区
市立小・中学校に通う場合、学区は以下の通りとなる（2024年11月時点）。
| 丁目        | 番地 | 小学校             | 中学校               |
| ----------- | ---- | ------------------ | -------------------- |
| 上野町1丁目 | 全域 | 横浜市立北方小学校 | 横浜市立仲尾台中学校 |
| 上野町2丁目 | 全域 | 横浜市立北方小学校 | 横浜市立仲尾台中学校 |
| 上野町3丁目 | 全域 | 横浜市立元街小学校 | 横浜市立港中学校     |
| 上野町4丁目 | 全域 | 横浜市立元街小学校 | 横浜市立港中学校     |

## 事業所
2021年現在の経済センサス調査による事業所数と従業員数は以下の通りである。
| 丁目        | 事業所数 | 従業員数 |
| ----------- | -------- | -------- |
| 上野町1丁目 | 24事業所 | 142人    |
| 上野町2丁目 | 29事業所 | 225人    |
| 上野町3丁目 | 9事業所  | 88人     |
| 上野町4丁目 | 1事業所  | 3人      |
| 計          | 63事業所 | 458人    |

### 事業者数の変遷
経済センサスによる事業所数の推移。
| 年                 | 事業者数 |
| ------------------ | -------- |
| 2016年（平成28年） | 80       |
| 2021年（令和3年）  | 63       |

### 従業員数の変遷
経済センサスによる従業員数の推移。
| 年                 | 従業員数 |
| ------------------ | -------- |
| 2016年（平成28年） | 413      |
| 2021年（令和3年）  | 458      |

## 施設
- 横浜北方郵便局

## その他

### 日本郵便
- 郵便番号：231-0842[3]（集配局：横浜港郵便局[21]）

### 警察
町内の警察の管轄区域は以下の通りである。
| 丁目        | 番・番地等 | 警察署     | 交番・駐在所           |
| ----------- | ---------- | ---------- | ---------------------- |
| 上野町1丁目 | 全域       | 山手警察署 | 港の見える丘公園前交番 |
| 上野町2丁目 | 全域       | 山手警察署 | 港の見える丘公園前交番 |
| 上野町3丁目 | 全域       | 山手警察署 | 港の見える丘公園前交番 |
| 上野町4丁目 | 全域       | 山手警察署 | 港の見える丘公園前交番 |